# آرناک
آرناک (به فرانسوی: Arnac) یک کمون در فرانسه است که در canton of Laroquebrou واقع شده‌است. آرناک ۲۰٫۱۵ کیلومتر مربع مساحت دارد ۶۲۰ متر بالاتر از سطح دریا واقع شده‌است.